# دونگا سوکولوویتسا
دونگا سوکولوویتسا (به صربی: Donja Sokolovica) یک منطقهٔ مسکونی در صربستان است که در Knjaževac واقع شده‌است. دونگا سوکولوویتسا ۱۳۶ نفر جمعیت دارد.